# Eddy Vontobel
Eddy Vontobel (* 12. Juli 1958 in Zürich) ist ein ehemaliger Schweizer Radrennfahrer und nationaler Meister im Radsport.

## Sportliche Laufbahn
Vontobel war als Bahnradsportler aktiv. Er gewann die nationale Meisterschaft in der Mannschaftsverfolgung 1982, in seinem Vierer fuhr auch Peter Steiger, der später ein erfolgreicher Steher wurde. In der Meisterschaft in der Einerverfolgung wurde er Dritter hinter dem Sieger Robert Dill-Bundi. Kurze Zeit später beendete er seine sportliche Laufbahn. Er ist der Sohn von Eddy Vontobel (* 1931), der als Strassenradsportler aktiv war.